# Euxoa auripennis
Euxoa auripennis är en fjärilsart som beskrevs av Lafontaine 1974. Euxoa auripennis ingår i släktet Euxoa och familjen nattflyn. Inga underarter finns listade i Catalogue of Life.